# Parafia św. Jana Nepomucena w Fajsławicach
Parafia św. Jana Nepomucena w Fajsławicach – parafia rzymskokatolicka w Fajsławicach, należąca do archidiecezji lubelskiej i Dekanatu Piaski. Została erygowana w 1757. Parafię prowadzą księża archidiecezjalni.

## Historia
W 1413 roku pojawiła się pierwsza wzmianka o miejscowości. Pierwotny kościół drewniany w Fajsławicach został zbudowany w latach 1754–1757 z fundacji Anny i Konstantyna Ołtarzewskich i był usytuowany na terenie cmentarza. W 1757 roku bp Andrzej Stanisław Załuski erygował parafię, z wydzielonego teryutorium parafii Biskupice. W 1788 roku kościół został spalony.
W latach 1791–1795 zbudowano obecny murowany kościół według projektu arch. Joachima Hempla, z fundacji Wojciecha i Franciszki Bielskich – dziedziców dóbr Fajsławice. Budowę zaczęto 4 czerwca 1791 roku, a nabożeństwo do niewykończonego kościoła wprowadzono już w pierwszą niedzielę adwentową 1792 roku. W dniach 10–12 czerwca 1794 roku kościół został prawie doszczętnie ograbiony przez tułające się po okolicy wojska rosyjskie (w czasie powstania kościuszkowskiego). Kościół kryty był gontem, organy dwunastogłosowe zainstalowano w 1794 roku, odnowiono je w 1836 roku.
W 1913 roku planowano rozbudowę kościoła według projektu arch. Józefa Piusa Dziekońskiego, ale I wojna światowa przeszkodziła realizacji tych zamierzeń mimo gotowych już planów. Po batalii wojennej trwającej na terenie Fajsławic między 28 sierpnia, a 2 września 1914 roku oraz w połowie lipca 1915 roku kościół uległ prawie całkowitemu zniszczeniu. Pożar strawił dach, kopułę, sklepienie oraz wyposażenie wnętrza. W latach 1916–1920 odbudowano kościół z zachowaniem poprzedniego wyglądu. 
8/9 lipca 1943 roku ks. kan. Wacław Czechoński został zamordowany podczas napadu rabunkowego.
Na terenie parafii jest 3 365 wiernych, w której skład wchodzą: Fajsławice, Boniewo, Dziecinin, Ignasin, Kosnowiec, Oleśniki Kolonia, Suchodoły, Wola Idzikowska, Zosin.
Proboszczowie parafii:
1754–1770. ks. Szymon Grądkowski.
1770–1784. ks. Adam Tuszowski.
1784–1792. ks. Szymon Stamirowski.
1792–1802. ks. Jan Jurkowski.
1802–1813. ks. Jan Szuszkowski.
1813–1827. ks. Józef Grochowski.
1827–1870. ks. kan. Karol Boniewski.
1870–1877. ks. Antoni Sudziński.
1877–1893. ks. Józef Głogaczewski.
1893–1933. ks. Emanuel Krzywicki.
1933–1943. ks. kan. Wacław Czechoński.
1943–1958. ks. Stanisław Batorski.
1958–1966. ks. Michał Jabłoński.
1966–1977. ks. Jan Rolla.
1978–1998. ks. Franciszek Haładyj.
1998–2008. ks. Władysław Wójtowicz.
2008–2018. ks. Marek Hawrylak.
2018–2022. ks. kan. Andrzej Domański.
2022– nadal ks. Robert Śliż.